# Coucou à tête grise
Cacomantis passerinus
Espèce
Statut de conservation UICN

 LC  : Préoccupation mineure
Le Coucou à tête grise (Cacomantis passerinus) est une espèce d'oiseaux de famille des Cuculidae.

## Répartition
Son aire s'étend essentiellement à travers l'Inde ; les populations du nord migrent l'hiver jusqu'au Sri Lanka.

## Description
C'est un petit coucou de 23 cm de long. Les adultes sont principalement gris avec un bas ventre et le dessous de la queue blanc. Certaines femelles ont le dos brun-roux avec des raies foncées et une queue unie, le dessous étant blanchâtre avec de larges raies foncées. Les jeunes sont plus gris et plus ternes que les femelles.

## Comportement
C'est un oiseau des champs et des bois clairsemés. Il pond son œuf unique dans les nids de Sylviidae. Ce coucou se nourrit d'insectes et de chenilles. C'est une espèce bruyante, avec de  forts appels persistants.